# Глухово (Воскресенский район)
Глу́хово — село в Воскресенском районе Нижегородской области, административный центр Глуховского сельсовета.
В селе имеется средняя школа, храм, сельский Дом культуры, сельская библиотека- информационный центр, сельсовет, фельдшерско-акушерский пункт, несколько магазинов, кафе, парикмахерская, частное предприятие (лесозаготовка, деревообработка и производство пиломатериалов).

## География
Село находится в центре природного парка «Воскресенское Поветлужье» на севере области. Расположено на берегу озера Глуховское, образовавшегося на месте старого русла реки Ветлуги (старица).

## Население
| 1999 | 2002 | 2010 |
| ---- | ---- | ---- |
| 272  | ↗319 | ↘317 |

## История
Первоначально село называлось Глухое. Предположительно, поселение на реке Ветлуге было основано на месте монашеского скита Троицкого Бабьегорского Черноезереского монастыря (с. Троицкое). Название села связано с тем, что оно находилось в глухом лесу, куда трудно было попасть во время долгих весенних разливов Ветлуги.
Точная дата основания села не известна. Первое упоминание датируется 1850 годом. В старину, согласно топографическим межевым атласам Менде 1850-х гг., село Глухово имело 72 двора.
В 1859 году село значилось владельческой деревней центром Глуховской волости Макарьевского уезда Нижегородской губернии. Последняя владелица — Гомолицкая (никаких сведений о ней не сохранилось). В то время в селе насчитывалось уже 82 двора с 138 жителями.
Известно, что в 1911 году было 98 дворов. В 1925 году население составило 552 человека.
В селе были распространены различные ремесла и промыслы.
Женщины занимались сторочевышиванием (другое название «строчевенный» промысел). Сущность этого промысла заключается в выдергивании из платяной ткани по определённому узору ниток, формировании, тем самым на полотне сквозного рисунка и затем обматывании его нитками. Нитки могли быть выбраны в тон полотна или контрастировать с ним. Полотно бралось льняное или полульняное. Изделия оформлялись белой или цветной «строчкой», с простым узором «пшено», «мушка» и др. Такое вид ремесла был распространен в каждом доме, где была взрослая девушка. Таким образом, готовилось приданое. Вышивали подзоры, полотенца, одежду.
Кроме того, было распространено узорно- ремизное ткачество. Домоткаными узорами женщины украшали одежду, скатерти, полотенца. Материалом для ткачества служили лен и хлопок, орнамент в основном был геометрическим, использовались белый, красный и синий цвета.
Также женщины занимались ткачеством половиков.
Мужчины занимались плетением из лозы. В основном плели корзины для домашнего хозяйства и для продажи.
Меньшее распространение имело изготовление рогож из липового мочала.

### История храма
В 1862 году в селе Глухово на месте старого монастырского скита на средства лесопромышленников Шуртыгиных и пожертвования прихожан был возведен деревянный Храм в честь Святых бессребреников и чудотворцев Космы и Дамиана. Первым настоятелем храма был Павел Розанов. Церковным старостой был выбран купец 2-й гильдии Василий Иванович Шуртыгин (предположительно 1855 г.р., умер в 1915 г), владелец находившегося неподалёку небольшого стеклозавода, проживающий со своей семьей в д. Кобылино (ныне д. Липовка).
В приходе было 10 деревень. Прихожан числилось 1653 мужского пола и 1840 женского пола. Всего около 3500 человек.
В 1937 году храм был закрыт, священник Вячеслав Святицкий, который в то время служил в храме, арестован (по одним сведениям — умер в тюрьме, по другим — расстрелян). Храм был переооборудован под клуб, склад, затем пустовал и разрушился в конце 1990-х — начале 2000-х годов.
В 2004 году по инициативе Владимира Васильевича Каданникова (1941 г. р, г. Горький) и его жены Нины Александровны началось строительство нового деревянного храма Космы и Дамиана. Храм был построен по старинным чертежам на месте старого храма в традициях древнего русского зодчества. В 2005 года храм был освящён архиепископом Нижегородским и Арзамасским Георгием и открыт для прихожан.

### История колхоза
1 марта 1931 года был организован первый Глуховский колхоз. В состав входил один населенный пункт- с. Глухово. Изначально в колхоз входило 17 семей бедняков. Организатором и первым председателем колхоза был Алексей Дементьевич Моров. В 1945 году были построены коровник и конный двор на 60 голов. В 1936 году колхоз уже объединял 138 хозяйств. В этом же году был построена свиноферма. Кроме того колхоз занимался выращиванием зерновых культур, льна.
В годы Великой Отечественной войны мужчины были мобилизованы на фронт. В колхозе остались работать женщины, старики и подростки. 28 лучших лошадей также были отправлены в Советскую Армию. Всего из колхоза на фронт ушло 57 человек, их них погибли на поле боя 48.
В 1951 году произошло объединение колхозов из близлежащих деревень (Кобылино (ныне Липовка), Родионово, Буслаево, Серово). Объединение стало называться «Глуховский колхоз им. Жданова».
В 1959 году «Глуховский колхоз им. Жданова» объединился с Черновским и Б-Содомовским колхозами и стал называться колхоз «Родина».
К 1963 году колхоз объединял уже 10 населенных пунктов, где насчитывалось 402 двора.
В конце 1990-х годов произошла реорганизация колхоза. Было создано новое объединение Товарищество на вере (ТНВ) «Родина», зарегистрировано в 1995 году. После очередной реорганизации объединение стало называться Сельскохозяйственный производственный кооператив (СПК) «Глуховский». Ликвидирован СПК «Глуховский» в 2008 году.

## Достопримечательности
Главной достопримечательностью села является Храм в честь Святых бессребренников и чудотворцев Космы и Дамиана.
Кроме того, рядом с храмом находятся 5 памятников- плит из чёрного мрамора. Это место захоронения семьи Шуртыгиных. Среди них — памятник, самый большой, Василию Ивановичу Шуртыгину. Надгробная надпись гласит: «Василий Иванович Шуртыгин скончался 7 января 1915 г. Жития его было 60 лет».
Благодаря исследованиям научного сотрудника Воскресенского краеведческого музея А. А. Кюрегяна известна история памятника В. И. Шуртыгину: После смерти мужа «преданная ему жена по Ветлуге в половодье, привезла на барже мраморный памятник своему умершему мужу. Памятник состоял из нескольких частей с тем, чтобы легче было поднимать памятник на высокий берег озера. Поднять, а потом собрать. Затем возле могилы Шуртыгина появились и другие захоронения с такими памятниками. Прошли годы, но памятники стояли на прежнем месте. Но в 1969 году по распоряжению Воскресенского райкома партии памятники были вывезены на кладбище в деревню Родионово, где и простояли до конца 1990-х годов, затем памятники вернули на их прежнее место, но уже не как надгробия, а как исторический памятник семье Шуртыгиных, как основателям первого храма в селе Глухово».
Также одной из достопримечательностей села является краеведческая музейная экспозиция «В мире русской старины», организованная в Глуховской сельской библиотеке. В настоящее время фонд экспозиции состоит из 70 экспонатов, в которые входят письменные документы, предметы быта, одежда, монеты и денежные знаки (нумизматика), а также уникальный рукописный краеведческий атлас Горьковской области, созданный в 1971 г. П. К. Ожиговым и альбом «Летопись трудовой славы», рассказывающий об истории колхозов Глуховской сельской администрации.

## Известные уроженцы
- Пайков, Александр Николаевич (1924—1995) — участник Великой Отечественной войны, Герой Советского Союза. До войны работал счетоводом в колхозе, был заведующим избой-читальней в с. Глухово. Во время ВОВ неоднократно отличился в боях, совершил подвиг, переправившись с отрядом через Днепр на плотах под артиллерийским и миномётным огнём. С 1978 года был председателем Воскресенского поселкового совета. Похоронен в селе Глухово — его могила является памятником истории и объектом культурного наследия регионального значения. В честь него названа Воскресенская центральная районная библиотека. На фасаде здания Глуховской средней школы установлена мемориальная доска в память о Герое.